# جام حذفی فوتبال ایسلند
 جام حذفی فوتبال ایسلند  (به ایسلندی: Bikarkeppni karla í knattspyrnu) مسابقاتی است که به صورت حذفی در کشور ایسلند از سال ۱۹۶۰ تاکنون برگزار می‌شود. این جام از ۷۴ تیم که از سراسر کشور ایسلند در آن شرکت می‌کنند برگزار می‌شود.
باشگاه فوتبال ریکیاویکور با ۱۴ قهرمانی پرافتخارترین تیم این سری مسابقات به حساب می‌آید.

## پرافتخارترین باشگاه‌ها
| باشگاه     | قهرمانی |
| ریکیاویکور | ۱۴      |
| والور      | ۱۱      |
| آکرانس     | ۹       |
| فرام       | ۸       |